# Kongar-ool Ondar
Kongar-ol Ondar (touvain : Коңгар-оол Борис оглу Ондар ; Kongar-ool Boris Oglu Ondar), né le 29 mars 1962 près de la rivière Khemtchik, dans la RSSA de Touva (Union soviétique) et mort le 25 juillet 2013 (à 51 ans) à Kyzyl, dans la République de Touva (Russie), est un chanteur touvain, connu pour être un maître du chant de gorge (Khöömei), un chant diphonique typique des cultures turco-mongoles.
L'Ensemble Alash, groupe de musique traditionnelle touvaine, lui a dédié un morceau intitulé Ачамга (« père »), ils jouaient déjà enfants de la musique traditionnelle avec celui-ci.

## Discographie
- 1996 : Echoes of Tuva (label TuvaMuch)
- 1999 : Back Tuva Future (label Warner Bros)
- 2000 : Genghis Blues (label Six Degrees)